# 亞三角海花介
亞三角海花介（学名：Pontocythere subtriangulata）为荊花介科海花介屬下的一个种。